# Tiro nos Jogos Olímpicos de Verão de 2024 - Carabina de ar 10 m feminino
A competição da carabina de ar 10 m feminino do tiro nos Jogos Olímpicos de Verão de 2024 foi disputada em 28 e 29 de julho de 2024 no Centro de Tiro Esportivo, em Châteauroux. Um total de 44 atiradoras de 31 Comitês Olímpicos Nacionais (CON) participaram do evento.

## Qualificação
O período de qualificação começou com o Campeonato Europeu de 2022 em Breslávia, Polônia, para os eventos de carabina. Por todo o processo, as vagas foram geralmente concedidas para as atiradoras que terminassem em primeiro lugar nos Campeonatos Mundiais da Federação Internacional de Esportes de Tiro (ISSF) ou nos respectivos campeonatos continentais (África, Europa, Ásia, Oceania e Américas).
Após o término do período de qualificação, com todos os CONs recebendo a lista oficial de vagas, a ISSF verificou o Ranking Mundial em cada um dos eventos individuais de tiro. A atiradora com a melhor colocação, que não tivesse classificado em nenhuma prova e cujo CON não tivesse vaga em uma prova específica, obteve uma vaga olímpica direta.

## Calendário
Horário local (UTC+2)
| Data                | Horário | Fase         |
| ------------------- | ------- | ------------ |
| 28 de julho de 2024 | 9:15    | Qualificação |
| 29 de julho de 2024 | 9:30    | Final        |

## Medalhistas
| Ouro   | KOR Ban Hyo-jin    |
| Prata  | CHN Huang Yuting   |
| Bronze | SUI Audrey Gogniat |

## Recordes
Antes desta competição, os seguintes recordes eram estabelecidos:
| Recordes da qualificação | Recordes da qualificação | Recordes da qualificação | Recordes da qualificação | Recordes da qualificação |
| ------------------------ | ------------------------ | ------------------------ | ------------------------ | ------------------------ |
| Recorde mundial          | Han Jiayu                | 636.3                    | Baku                     | 5 de maio de 2024        |
| Recorde olímpico         | Jeanette Hegg Duestad    | 632.9                    | Tóquio                   | 24 de julho de 2021      |

| Recordes da final | Recordes da final | Recordes da final | Recordes da final | Recordes da final   |
| ----------------- | ----------------- | ----------------- | ----------------- | ------------------- |
| Recorde mundial   | Han Jiayu         | 254.0             | Baku              | 12 de maio de 2023  |
| Recorde olímpico  | Yang Qian         | 251.8             | Tóquio            | 24 de julho de 2021 |

## Resultados

### Qualificação
As oito primeiras atiradoras após a qualificação avançam para a final.
| Pos. | Atiradora                 | CON                               | 1     | 2     | 3     | 4     | 5     | 6     | Total | Notas |
| ---- | ------------------------- | --------------------------------- | ----- | ----- | ----- | ----- | ----- | ----- | ----- | ----- |
| 1    | Ban Hyo-jin               | KOR Coreia do Sul                 | 106.2 | 105.7 | 104.8 | 106.6 | 105.9 | 105.3 | 634.5 | Q,    |
| 2    | Jeanette Hegg Duestad     | NOR Noruega                       | 106.4 | 106.4 | 106.0 | 103.6 | 105.2 | 105.6 | 633.2 | Q     |
| 3    | Audrey Gogniat            | SUI Suíça                         | 104.6 | 105.2 | 105.2 | 105.3 | 106.0 | 106.3 | 632.6 | Q     |
| 4    | Huang Yuting              | CHN China                         | 104.5 | 106.1 | 104.6 | 105.3 | 106.0 | 106.1 | 632.6 | Q     |
| 5    | Ramita Jindal             | IND Índia                         | 104.3 | 106.0 | 104.9 | 105.3 | 105.3 | 105.7 | 631.5 | Q     |
| 6    | Alexandra Le              | KAZ Cazaquistão                   | 104.3 | 106.2 | 106.0 | 103.8 | 105.5 | 105.6 | 631.4 | Q     |
| 7    | Sagen Maddalena           | USA Estados Unidos                | 104.8 | 104.2 | 105.7 | 105.8 | 105.3 | 105.6 | 631.4 | Q     |
| 8    | Océanne Muller            | FRA França                        | 106.1 | 105.1 | 105.9 | 105.0 | 105.4 | 103.8 | 631.3 | Q     |
| 9    | Keum Ji-hyeon             | KOR Coreia do Sul                 | 105.1 | 104.7 | 105.2 | 105.9 | 105.2 | 104.8 | 630.9 |       |
| 10   | Elavenil Valarivan        | IND Índia                         | 105.8 | 106.1 | 104.4 | 105.3 | 105.3 | 103.8 | 630.7 |       |
| 11   | Shermineh Chehel Amirani  | IRI Irã                           | 104.1 | 105.9 | 104.4 | 106.1 | 105.9 | 103.6 | 630.0 |       |
| 12   | Misaki Nobata             | JPN Japão                         | 104.0 | 104.2 | 104.8 | 105.6 | 105.1 | 106.2 | 629.9 |       |
| 13   | Julia Piotrowska          | POL Polônia                       | 105.8 | 104.4 | 103.9 | 105.1 | 104.7 | 105.4 | 629.3 |       |
| 14   | Synnøve Berg              | NOR Noruega                       | 104.8 | 105.1 | 104.1 | 105.6 | 105.4 | 104.2 | 629.2 |       |
| 15   | Eszter Mészáros           | HUN Hungria                       | 105.7 | 105.0 | 105.8 | 103.1 | 104.2 | 104.8 | 628.6 |       |
| 16   | Han Jiayu                 | CHN China                         | 104.3 | 106.0 | 103.2 | 104.9 | 105.2 | 104.5 | 628.1 |       |
| 17   | Arina Altukhova           | KAZ Cazaquistão                   | 104.6 | 105.0 | 104.3 | 104.9 | 103.8 | 105.1 | 627.7 |       |
| 18   | Yesugen Oyunbat           | MGL Mongólia                      | 104.4 | 102.9 | 106.5 | 103.8 | 106.1 | 103.9 | 627.6 |       |
| 19   | Anna Janssen              | GER Alemanha                      | 102.4 | 105.1 | 103.1 | 105.6 | 106.6 | 104.7 | 627.5 |       |
| 20   | Goretti Zumaya            | MEX México                        | 104.1 | 104.5 | 105.6 | 104.7 | 103.6 | 104.9 | 627.4 |       |
| 21   | Aneta Stankiewicz         | POL Polônia                       | 104.7 | 104.7 | 105.5 | 104.3 | 104.3 | 103.9 | 627.4 |       |
| 22   | Rikke Ibsen               | DEN Dinamarca                     | 104.1 | 105.5 | 105.0 | 104.0 | 103.9 | 104.8 | 627.3 |       |
| 23   | Nina Christen             | SUI Suíça                         | 102.7 | 105.6 | 105.8 | 104.3 | 104.7 | 104.0 | 627.1 |       |
| 24   | Barbara Gambaro           | ITA Itália                        | 105.8 | 102.0 | 105.8 | 103.6 | 104.2 | 105.4 | 626.8 |       |
| 25   | Lisa Müller               | GER Alemanha                      | 104.4 | 103.6 | 105.0 | 103.3 | 105.9 | 104.3 | 626.5 |       |
| 26   | Fatemeh Amini             | IRI Irã                           | 103.7 | 104.7 | 104.4 | 103.6 | 104.7 | 105.1 | 626.2 |       |
| 27   | Stephanie Grundsøe        | DEN Dinamarca                     | 103.4 | 105.4 | 104.1 | 104.4 | 104.8 | 104.1 | 626.2 |       |
| 28   | Nadine Ungerank           | AUT Áustria                       | 103.4 | 106.2 | 104.3 | 105.7 | 104.6 | 101.9 | 626.1 |       |
| 29   | Remas Khalil              | EGY Egito                         | 105.1 | 102.7 | 102.6 | 104.9 | 105.3 | 104.9 | 625.5 |       |
| 30   | Fernanda Russo            | ARG Argentina                     | 104.1 | 105.2 | 105.2 | 104.0 | 103.3 | 103.6 | 625.4 |       |
| 31   | Anastasija Mojsovska      | MKD Macedônia do Norte            | 104.5 | 103.7 | 104.3 | 104.4 | 104.0 | 104.4 | 625.3 |       |
| 32   | Mary Tucker               | USA Estados Unidos                | 101.9 | 103.5 | 104.8 | 105.4 | 103.7 | 105.9 | 625.2 |       |
| 33   | Manon Herbulot            | FRA França                        | 104.2 | 104.4 | 104.4 | 104.4 | 104.7 | 103.1 | 625.2 |       |
| 34   | Veronika Blažíčková       | CZE Chéquia                       | 103.0 | 105.3 | 104.0 | 104.4 | 104.5 | 103.9 | 625.1 |       |
| 35   | Mai Magdy Elsayed Abuqarn | EGY Egito                         | 104.3 | 105.4 | 103.5 | 103.0 | 104.0 | 104.5 | 624.7 |       |
| 36   | Lisbet Hernández          | CUB Cuba                          | 103.2 | 104.5 | 104.3 | 104.2 | 104.3 | 104.2 | 624.7 |       |
| 37   | Seonaid McIntosh          | GBR Grã-Bretanha                  | 103.7 | 103.8 | 104.7 | 103.9 | 104.7 | 103.7 | 624.5 |       |
| 38   | Geovana Meyer             | BRA Brasil                        | 103.5 | 105.2 | 103.9 | 105.4 | 104.0 | 101.5 | 623.5 |       |
| 39   | Yarimar Mercado           | PUR Porto Rico                    | 103.2 | 102.6 | 103.8 | 104.1 | 102.8 | 105.5 | 622.0 |       |
| 40   | Lê Thị Mộng Tuyền         | VIE Vietnã                        | 102.6 | 103.9 | 102.7 | 103.4 | 103.6 | 104.9 | 621.1 |       |
| 41   | Mariel López Pavón        | NCA Nicarágua                     | 103.4 | 103.1 | 102.4 | 103.5 | 104.0 | 101.1 | 617.5 |       |
| 42   | Sushmita Nepal            | NEP Nepal                         | 104.5 | 101.7 | 100.7 | 99.9  | 102.2 | 98.8  | 607.8 |       |
| 43   | Luna Solomon              | EOR Equipe Olímpica de Refugiados | 99.9  | 101.1 | 98.3  | 99.9  | 101.4 | 100.6 | 601.2 |       |
|      | Houda Chaabi              | ALG Argélia                       | DNS   | DNS   | DNS   | DNS   | DNS   | DNS   | DNS   | DNS   |

### Final
Após a terceira série de tiros, as competidoras com as piores pontuações são eliminadas em cada série até restarem duas atiradoras.
| Pos.              | Atiradora             | CON                | 1    | 2     | 3     | 4     | 5     | 6     | 7     | 8     | 9     | Total  | Notas          |
| ----------------- | --------------------- | ------------------ | ---- | ----- | ----- | ----- | ----- | ----- | ----- | ----- | ----- | ------ | -------------- |
| Medalha de ouro   | Ban Hyo-jin           | KOR Coreia do Sul  | 52.8 | 104.8 | 125.6 | 147.1 | 168.7 | 190.0 | 211.0 | 232.3 | 251.8 | 251.8* | =, S-off: 10.4 |
| Medalha de prata  | Huang Yuting          | CHN China          | 53.0 | 105.5 | 126.5 | 147.6 | 168.6 | 189.8 | 210.9 | 231.0 | 251.8 | 251.8* | =, S-off: 10.3 |
| Medalha de bronze | Audrey Gogniat        | SUI Suíça          | 52.9 | 104.6 | 125.3 | 146.4 | 167.6 | 188.5 | 209.1 | 230.3 | —     | 230.3  |                |
| 4                 | Sagen Maddalena       | USA Estados Unidos | 52.3 | 104.3 | 124.7 | 145.9 | 167.1 | 187.5 | 207.7 | —     | —     | 207.7  |                |
| 5                 | Océanne Muller        | FRA França         | 51.5 | 104.4 | 125.0 | 145.3 | 166.0 | 187.1 | —     | —     | —     | 187.1  |                |
| 6                 | Alexandra Le          | KAZ Cazaquistão    | 52.0 | 104.1 | 125.2 | 145.4 | 165.4 | —     | —     | —     | —     | 165.4  |                |
| 7                 | Ramita Jindal         | IND Índia          | 52.5 | 104.0 | 124.9 | 145.3 | —     | —     | —     | —     | —     | 145.3  | SO             |
| 8                 | Jeanette Hegg Duestad | NOR Noruega        | 50.5 | 103.6 | 124.1 | —     | —     | —     | —     | —     | —     | 124.1  |                |